# Magda Apanowicz

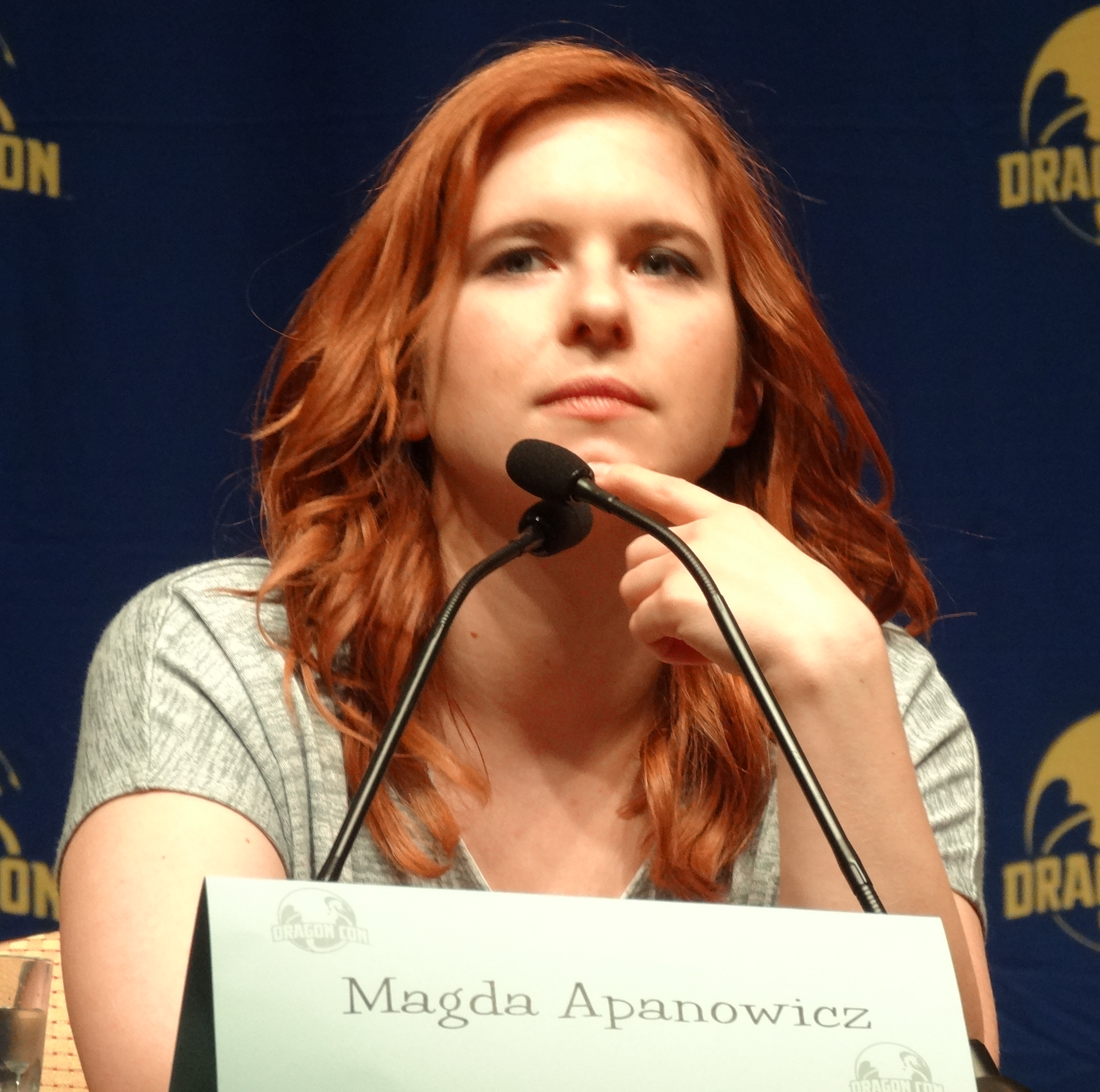
Magda Apanowicz, 2015

Magda Apanowicz (* 8. November 1985 in Vancouver, British Columbia) ist eine kanadische Schauspielerin polnischer Abstammung, die mit der Rolle als Andy Jensen in der TV-Serie Kyle XY bekannt wurde.

## Leben
Apanowicz studierte an der Vancouver Film School und begann im Jahr 2002 ihre Karriere mit kurzen Auftritten in den TV-Serien Jeremiah und Der Fall John Doe!. Ihre erste Rolle in einem größeren Film hatte sie mit dem Film Butterfly Effect. Dort spielte sie ein Punkmädchen. 2007 spielte sie die Ursula Wilson in dem TV-Film Devils Diary. Von 2007 bis 2009 spielte sie die Rolle der krebskranken Andy Jensen in der Mystery-Serie Kyle XY. Im Jahr 2008 spielte sie eine Rolle in dem Film Jede Sekunde zählt.
Von 2009 bis 2010 war sie im Spinoff Caprica von Battlestar Galactica als Lacy Rand zu sehen. 2012 spielte sie die Hauptrolle im Fernsehfilm Das Ende der Welt – Die 12 Prophezeiungen der Maya, im Jahr darauf war sie in The Green Inferno zu sehen. 2013 stand sie für den Pilotfilm von Dead Souls neben Bill Moseley vor der Kamera. Ihr Schaffen umfasst mehr als 40 Film- und Fernsehproduktionen.

## Filmografie (Auswahl)
- 2007–2009: Kyle XY (Fernsehserie, 24 Folgen)
- 2009–2010: Caprica (Fernsehserie, 17 Folgen)
- 2011: Snowmageddon – Hölle aus Eis und Feuer (Snowmageddon)
- 2012: Das Ende der Welt – Die 12 Prophezeiungen der Maya (The 12 Disasters of Christmas)
- 2012: Dead Souls
- 2012–2015: Continuum (Fernsehserie, 19 Folgen)
- 2015: The Mentalist (Fernsehserie, 1 Folge)
- 2013: The Green Inferno
- 2015: Motive (Fernsehserie, 1 Folge)
- 2018: Travelers – Die Reisenden (Travelers, Fernsehserie, 3 Folgen)
- 2018: Supernatural (Fernsehserie, 1 Folge)
- 2019: iZombie (Fernsehserie, 1 Folge)
- 2019: The Magicians (Fernsehserie, 2 Folgen)
- 2019: Tempting Fate (Fernsehfilm)
- 2019: Volition
- 2019–2021: You – Du wirst mich lieben (You, Fernsehserie, 7 Folgen)
- 2023: The Flash (Fernsehserie, 4 Folgen)